# 新河岸駅
新河岸駅（しんがしえき）は、埼玉県川越市大字砂にある東武鉄道東上本線の駅である。駅番号はTJ 20。

## 歴史
- 1914年（大正3年）6月17日：高階駅（たかしなえき）として開業[注 1]。
- 1916年（大正5年）10月27日：新河岸駅に改称される[注 1]。
- 1920年（大正9年）7月27日：東上鉄道が東武鉄道に合併し、東武鉄道東上本線の駅となる。
- 1929年（昭和4年）10月1日：池袋 - 川越市間電化[10]。
- 1953年（昭和28年）8月21日：当駅 - 上福岡間複線化[11]。
- 1954年（昭和29年）7月21日：当駅 - 川越間複線化[11]。
- 1959年（昭和34年）4月1日：蒸気機関車の運転終了。
- 1961年（昭和36年）10月：ホーム有効長を延長[12]。
- 1967年（昭和42年）12月1日：一部8両運転開始。
- 1986年（昭和61年）10月21日：貨物営業を全廃。
- 1987年（昭和62年）8月25日：帝都高速度交通営団（現・東京地下鉄）有楽町線相互直通運転列車の停車開始。通勤急行が設定され、停車駅となる。
- 2007年（平成19年）3月18日：東武鉄道でICカード「PASMO」の利用が可能となる。
- 2008年（平成20年）6月14日：東京メトロ副都心線相互直通運転列車の停車開始。
- 2009年（平成21年）5月18日：発車メロディ使用開始。
- 2013年（平成25年）3月16日：東京メトロ副都心線を介して東急東横線・横浜高速鉄道みなとみらい線との相互直通運転開始。
- 2016年（平成28年）3月26日：通勤急行が廃止される。
- 2017年（平成29年）
  - 11月28日：売店「access」閉店
  - 12月2日：東西自由通路が供用開始[13][14]。
  - 12月3日：橋上駅舎が供用開始[13]。
- 2018年（平成30年）
  - 3月13日：東口駅前広場が供用開始[15]。
  - 4月1日：東口駅前広場のバス乗り入れ、送迎用駐車場利用が開始[15]。
  - 4月17日：駅構内でのBGM試験放送の開始[16][17]。
  - 11月30日：BGM試験放送が本放送として開始[18][19]。

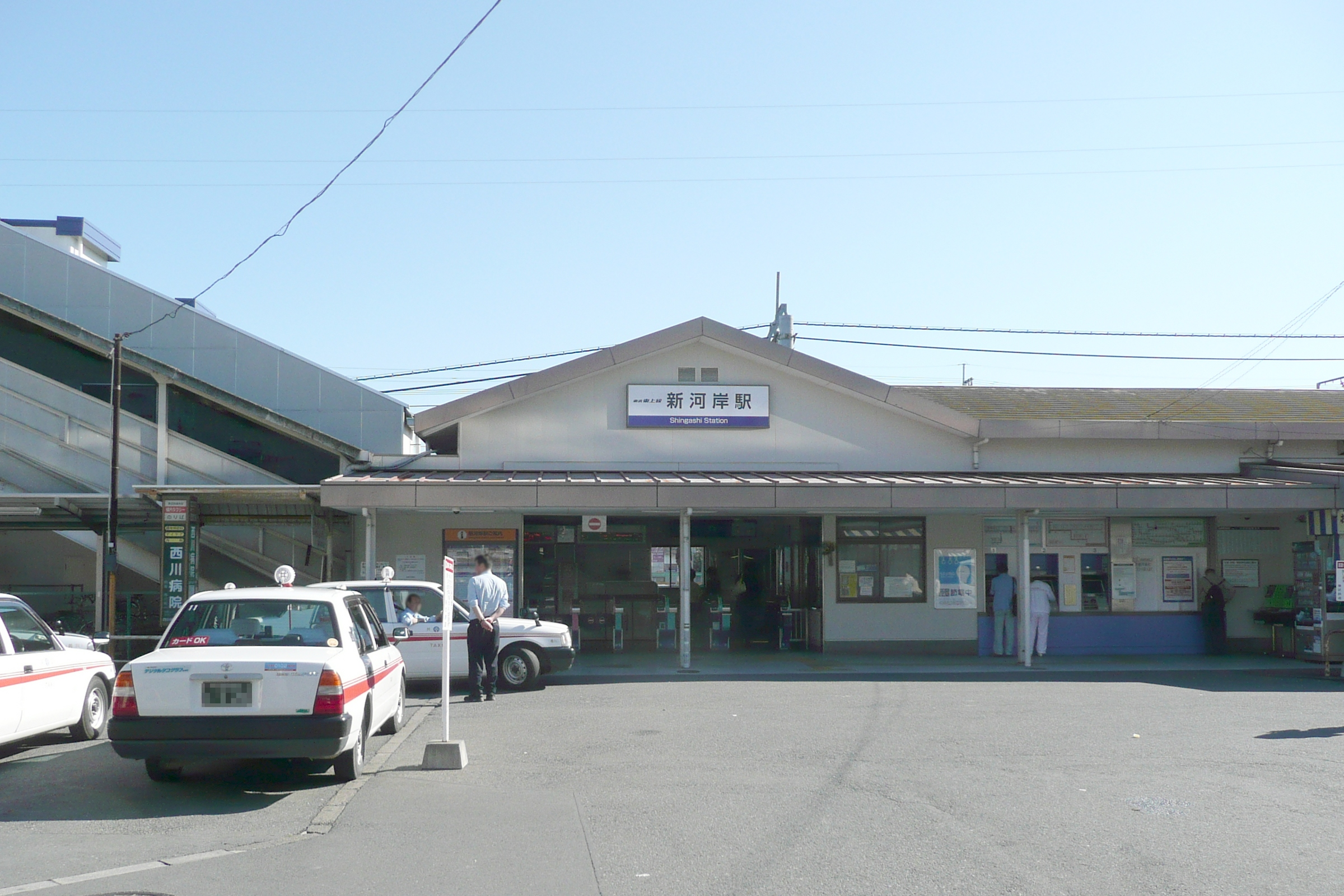
旧駅舎（2011年9月）
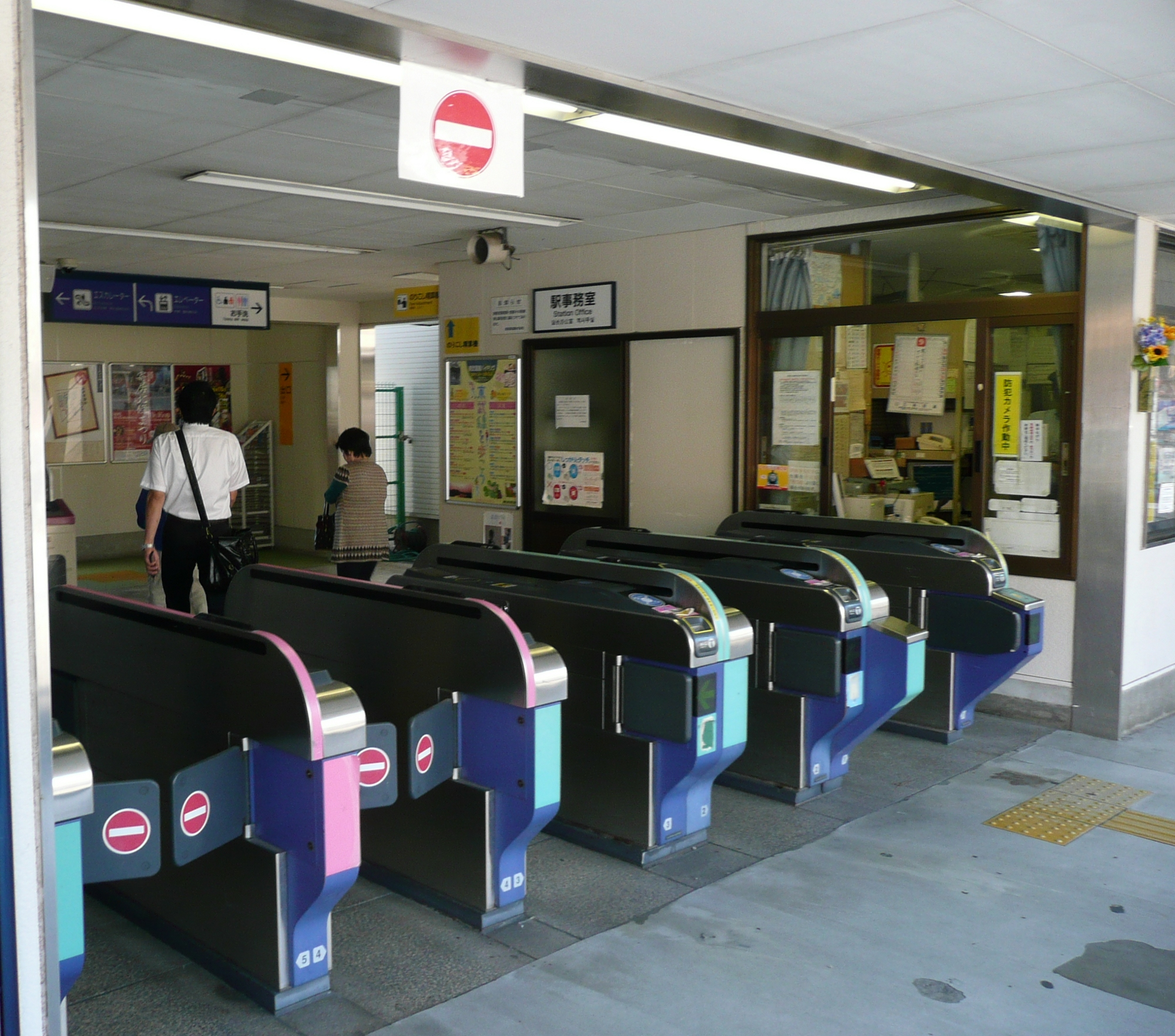
旧改札口（2011年9月）
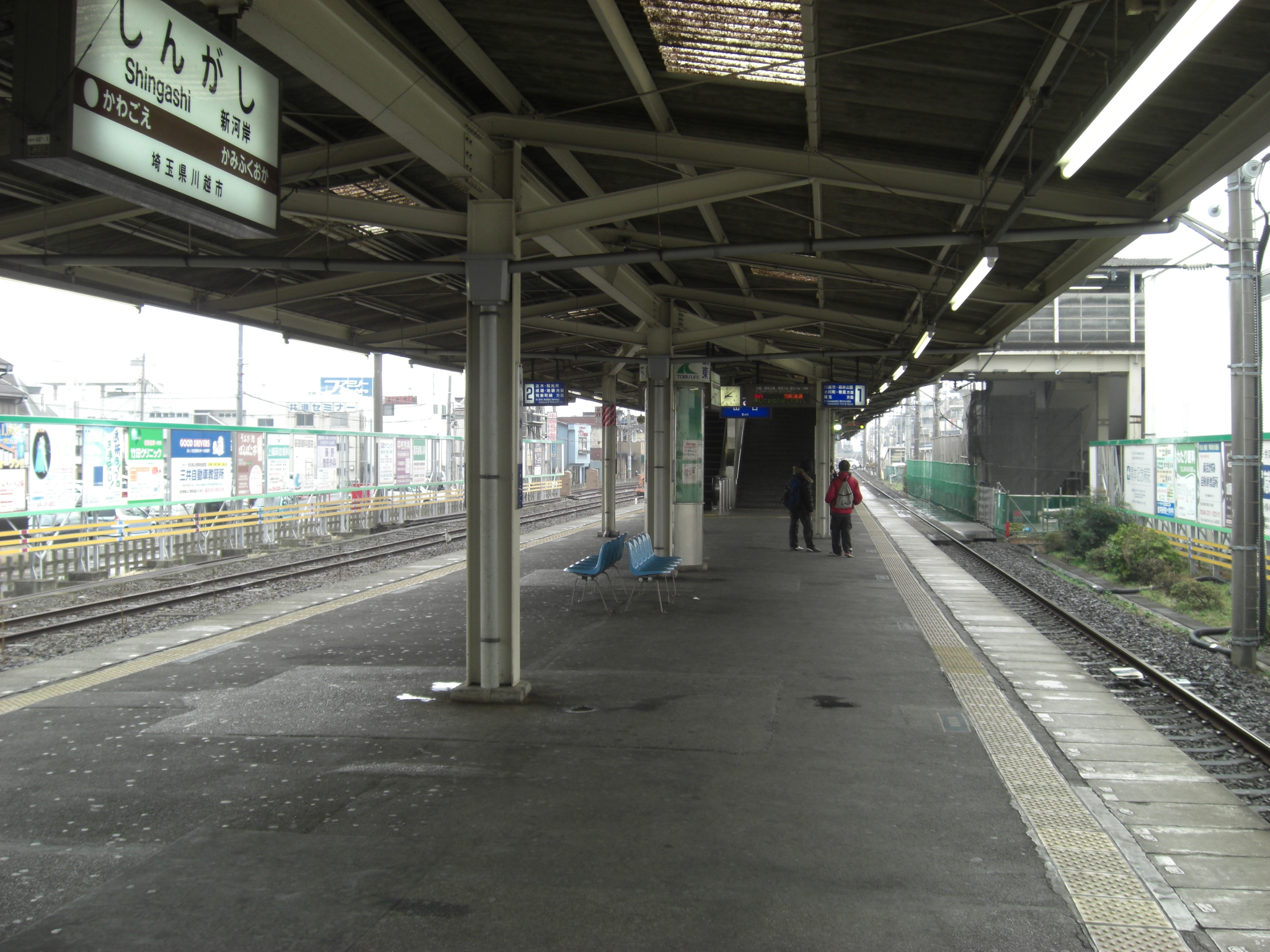
駅舎橋上化前のホーム（2008年3月）
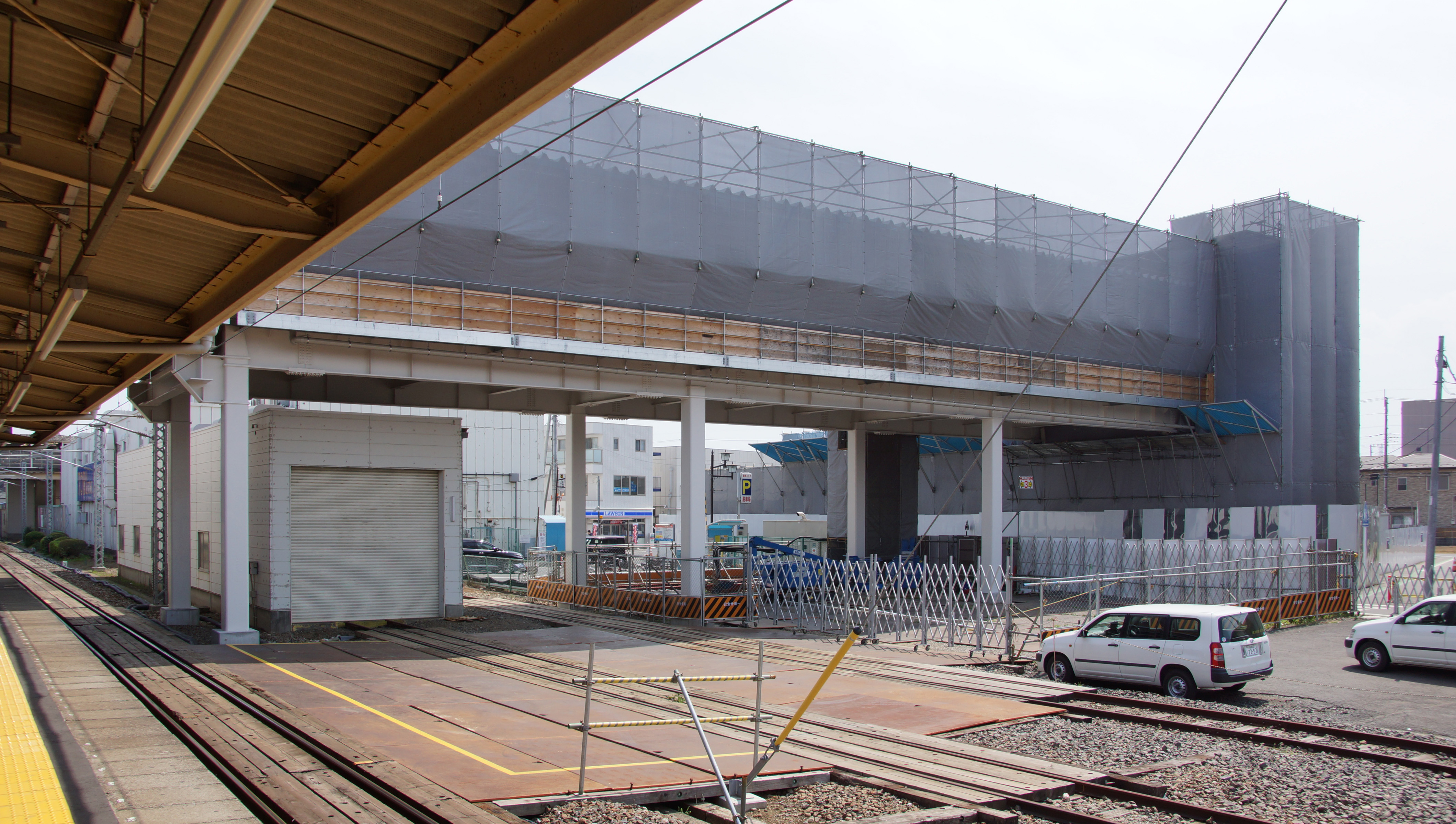
工事中の様子（2017年4月）

### 駅名の由来
川越藩の河岸として整備された川越五河岸のうち、上新河岸と下新河岸が当駅の近くで、現在も大字として残っている（ただし、駅自体は両地に隣接する砂に所在する）。また、川越五河岸と同時期に江戸との河川舟運のために整備された新河岸川も両地の東側を流れている。

## 駅構造
島式ホーム1面2線を持つ地上駅で橋上駅舎を有している。改札階とホーム、東口と西口の間は階段とエスカレーター、エレベーターにより連絡している。
旧駅舎は現在の位置より100 m池袋方の線路西側のみにあり、ホームとは跨線橋により連絡していた。駅東側方面から駅舎へは地下道もしくは踏切を経由する必要があった。
かつて旧駅舎改札横に売店「access」があったが、現駅舎への移転直前の2017年11月28日に閉店した。
2018年4月17日には北千住駅に続き2駅目となるBGM試験放送を開始。時間帯によって曲を変化している。同年11月30日には本放送となった。

### のりば
| 番線 | 路線   | 方向 | 行先     |
| ---- | ------ | ---- | -------- |
| 1    | 東上線 | 下り | 川越方面 |
| 2    | 東上線 | 上り | 池袋方面 |

- 2016年3月26日ダイヤ改正以降、日中時間帯に副都心線方面を発着する列車は当駅に停車しなくなっていたが、2023年3月20日ダイヤ改正により副都心線、東急東横線(日吉駅迄)経由の東急新横浜線直通の普通列車が日中時間帯にも設定された。

## 利用状況
2024年度の1日平均乗降人員は25,701人である。
近年の1日平均乗降・乗車人員の推移は下記の通り。
| 年度               | 1日平均 乗降人員 | 1日平均 乗車人員 | 出典       |
| ------------------ | ---------------- | ---------------- | ---------- |
| 1990年（平成02年） | 26,848           | 13,586           |            |
| 1991年（平成03年） | 27,830           | 13,957           |            |
| 1992年（平成04年） | 28,474           | 14,295           |            |
| 1993年（平成05年） | 29,350           | 14,756           |            |
| 1994年（平成06年） | 29,326           | 14,760           |            |
| 1995年（平成07年） | 29,342           | 14,752           |            |
| 1996年（平成08年） | 28,841           | 14,473           |            |
| 1997年（平成09年） | 28,340           | 14,208           |            |
| 1998年（平成10年） | 27,677           | 13,869           |            |
| 1999年（平成11年） | 26,790           | 13,399           | [ * 1 ]    |
| 2000年（平成12年） | 26,313           | 13,157           | [ * 2 ]    |
| 2001年（平成13年） | 25,530           | 12,788           | [ * 3 ]    |
| 2002年（平成14年） | 24,835           | 12,450           | [ * 4 ]    |
| 2003年（平成15年） | 24,247           | 12,130           | [ * 5 ]    |
| 2004年（平成16年） | 23,883           | 11,919           | [ * 6 ]    |
| 2005年（平成17年） | 23,410           | 11,682           | [ * 7 ]    |
| 2006年（平成18年） | 23,455           | 11,704           | [ * 8 ]    |
| 2007年（平成19年） | 23,437           | 11,782           | [ * 9 ]    |
| 2008年（平成20年） | 23,481           | 11,828           | [ * 10 ]   |
| 2009年（平成21年） | 23,222           | 11,706           | [ * 11 ]   |
| 2010年（平成22年） | 23,138           | 11,670           | [ * 12 ]   |
| 2011年（平成23年） | 23,073           | 11,502           | [ * 13 ]   |
| 2012年（平成24年） | 23,511           | 11,729           | [ * 14 ]   |
| 2013年（平成25年） | 23,902           | 11,935           | [ * 15 ]   |
| 2014年（平成26年） | 23,514           | 11,757           | [ * 16 ]   |
| 2015年（平成27年） | 23,915           | 11,968           | [ * 17 ]   |
| 2016年（平成28年） | 24,407           | 12,318           | [ * 18 ]   |
| 2017年（平成29年） | 24,912           | 12,568           | [ * 19 ]   |
| 2018年（平成30年） | 25,808           | 13,021           | [ * 20 ]   |
| 2019年（令和元年） | 25,833           | 13,026           | [ * 21 ]   |
| 2020年（令和02年） | 20,241           | 10,205           | [ * 22 ]   |
| 2021年（令和03年） | 21,970           | 11,072           | [ 東武 3 ] |
| 2022年（令和04年） | 23,411           | 11,799           | [ 東武 4 ] |
| 2023年（令和05年） | 24,558           | 12,380           | [ 東武 5 ] |
| 2024年（令和06年） | 25,701           | 12,960           | [ 東武 1 ] |

## 駅周辺
駅前ロータリーに東武ストア 新河岸店がある。また、駅南側の踏切を跨いだ東側にまるひろ百貨店の小型店舗「ファミリーまるひろ」があったが、2011年2月13日をもって閉店した。閉店後は同年4月にコモディイイダが開業している。2015年の都市計画で、新河岸駅東口駅前広場と新河岸駅自由通路の整備が決定し、2017年12月に供用開始・記念乗車券も発売されたが、全体的な完成は2018年3月が計画された。2018年3月13日に東口駅前広場が供用開始され、同年4月1日からシャトルバスの乗り入れと送迎用駐車場利用が開始となった。
線路迂回路である地下道には、地元中学生らが描いた壁画がある。
- 川越市高階市民センター
- 川越市役所高階出張所
- 川越砂郵便局
- 高階郵便局
- 埼玉りそな銀行新河岸出張所
- 武蔵野銀行新河岸支店
- コモディイイダ新河岸店
- いなげや川越新河岸店

## バス

### 新河岸駅西口
川越シャトル
- 30：（上り）南文化会館行き（一部始発）／（下り）岸町三丁目・川越駅東口経由　総合福祉センター行き（一部川越駅止）
- 31：（上り）上福岡駅西口行き／（下り）不老橋南・川越駅東口経由　総合福祉センター行き（一部川越駅止）
- 33：上福岡駅西口経由　寺尾折り返し場行き（始発）

### 新河岸駅東口
川越シャトル
- 34：岸町中央経由川越駅東口行き （始発）
- 41：南古谷駅経由　埼玉医大（平日）／グリーンツーリズム拠点施設前（土日祝）行き（始発）

駅前広場整備前は、駅から少し距離のある「新河岸駅入口」が最寄りバス停であった。

## 隣の駅
東武鉄道
 東上本線
■TJライナー・■川越特急・■快速急行・■急行
通過
■準急・□普通
上福岡駅 (TJ 19) - 新河岸駅 (TJ 20) - 川越駅 (TJ 21)